# Sant Julià i Santa Basilissa de Vilamulaca

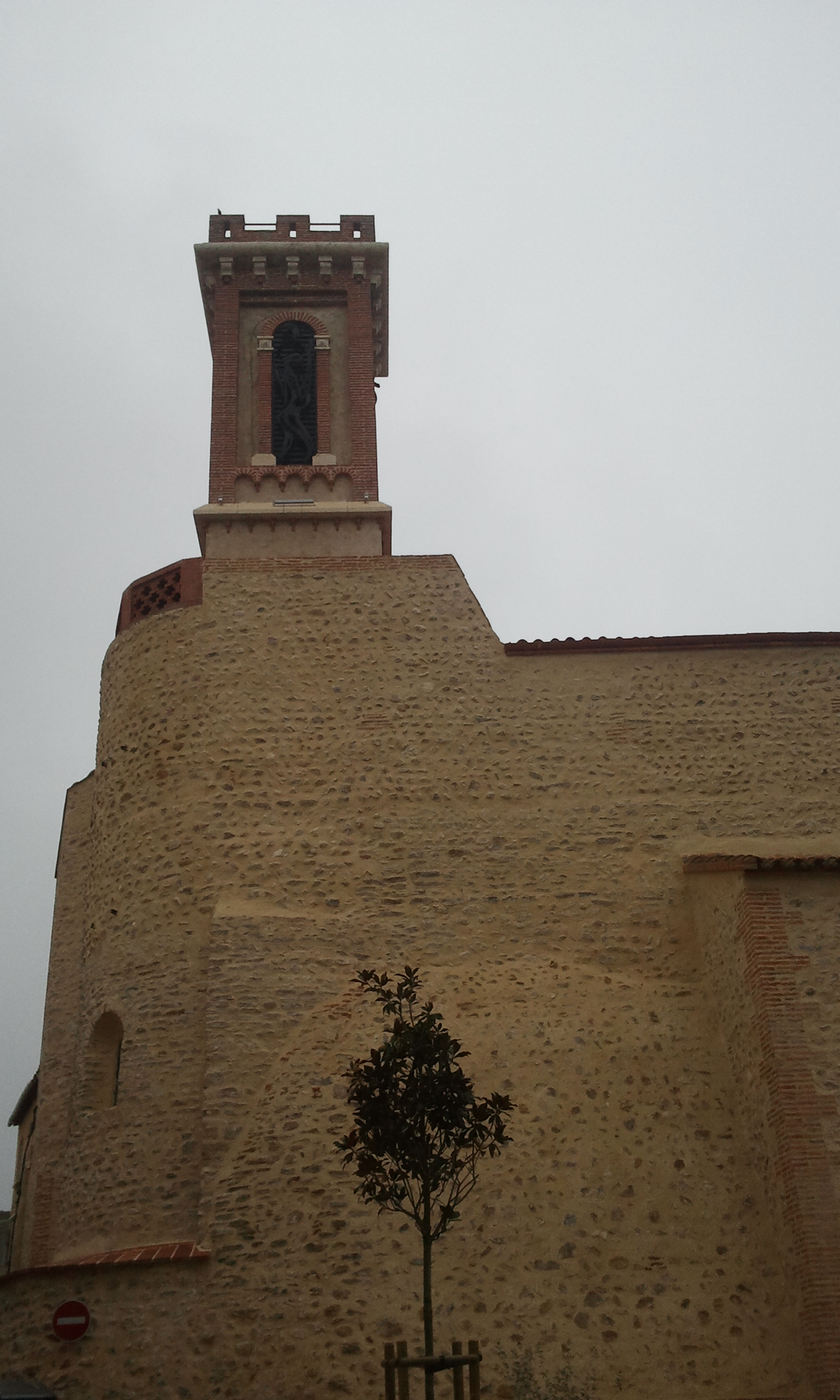
Absis i façana nord de l'església

Sant Julià i Santa Basilissa de Vilamulaca és una església parroquial romànica del municipi rossellonès de Vilamulaca, a la Catalunya Nord.
Està situada al costat de ponent del centre de la cellera de Vilamulaca, que s'ordenava a l'entorn seu.

## Història
El lloc de Vilamulaca és esmentat ja el 973, en una donació d'un alou en el seu terme, destinat a la seu d'Elna. Tanmateix, no és fins al 1132 que s'esmenta aquesta església, en una altra donació, en aquest cas al monestir de Santa Maria del Camp. Aquest monestir proper disposava de nombroses rendes en la parròquia de Vilamulaca.

## Descripció
Originalment, es tractava d'una església d'una sola nau capçada a llevant per un absis semicircular. Se'n conserva l'absis i el primer tram de la nau, però la nau ha sofert nombroses modificacions, com l'eixamplament a tres naus. A l'exterior, al segle xix es van rebaixar els entorns de la capçalera, al nord i a l'est, per la qual cosa es va haver de reforçar amb un talús la part nord, i amb un sòcol els entorns de l'absis. També desaparegué la portalada romànica de la façana meridional. El conjunt romànic era del segle xi.
Dues pedres cúbiques amb inscripcions trobades en la restauració de la capçalera fan remuntar els orígens d'aquesta església almenys al segle ix o X. També es troba en aquesta església una marededéu romànica tardana, del segle xiii.